# Luzoué
Le Luzoué est une rivière des Pyrénées-Atlantiques, en France, et un affluent gauche du gave de Pau, dans lequel il se jette à Lagor, entre la Baïse de Lasseube et le Geü.
Ce cours d’eau est peuplé de diverses espèces aquatiques telles que le Chevesne, le Barbeau, le goujon, les vairons, etc.
Mais au niveau de Mourenx, les berges de la rivière sont dégradées par les ragondins.

## Étymologie
Luzoue vient probablement du basque Lohizuna indiquant un 'endroit limoneux'.
Il est documenté sous les formes anciennes Luzies (1344), Lo Luzué (1607),  Luzouer (1763), Luzoé.

## Géographie
De 20,6 km de long, le Luzoué naît au sud de Cardesse sur la commune de Ledeuix, puis traverse Monein et Lahourcade pour rejoindre le gave de Pau à Lagor.

## Département et communes traversés
- Pyrénées-Atlantiques : Lahourcade, Noguères, Mourenx, Os-Marsillon, Abidos, Lagor.

## Principaux affluents
- (D) la Lèze, du Haut d'Estialescq
- (G) le Lassabaigt, de Lahourcade